# 钋化氢
钋化氢是一种无机化合物，化学式为H2Po。

## 制备
用电解法将毫克量的钋沉积在镁片上，随后将镁片溶于 0.2mol/L 的盐酸中，制得痕量的钋化氢（～10−10g）。

## 性质
H2Po的热稳定性很差，还原性比 H2Te 强。被研究的 H2Po 气体样品，室温时四分钟内就分解了约50%。干燥的 P2O5 或 CaCl2 使它部分分解，在潮湿的空气中即被氧化成钋单质和水。